# Enter the fat dragon
Enter the fat dragon, film från 1978 med Sammo Hung i huvudrollen och som regissör. Filmtiteln anspelar på Bruce Lees filmer. Sammo Hung spelar karaktären Ah-Leung (Bruce Lees karaktärsnamn i Way of the Dragon). Detta namn hörs ofta i denna typ av filmer då "Leung" egentligen är "Long" vilket betyder på kinesiska 'drake', vilket är en kraftfullt djur i den kinesiska kulturen. Hung kommer till Hongkong för att hjälpa sin släkting med affärer. Ah-Leung har Bruce Lee som hjälte och kopierar hans stil och kläder. Med tanke på att Sammo Hung kände och arbetat med Bruce Lee kan man se filmen som en hyllning till Lee. 
Yuen Biao och Eric Tsang syns här i små biroller innan de fick sina genombrott.
|  | Film-portalen |